# Balik Alam
Balik Alam is een bestuurslaag in het regentschap Bengkalis van de provincie Riau, Indonesië. Balik Alam telt 8914 inwoners (volkstelling 2010).